# Coteana
Coteana é uma comuna romena localizada no distrito de Olt, na região de Oltênia. A comuna possui uma área de 44.20 km² e sua população era de 2936 habitantes segundo o censo de 2007.